# HMS Investigator (1848)
HMS Investigator – brytyjski okręt, który uczestniczył w dwóch pionierskich wyprawach badawczych do Arktyki. Zwodowany w 1848 roku. Uwięziony przez lód, został porzucony przez załogę w 1853 roku; jego wrak odnaleziono dopiero w 2010 roku.

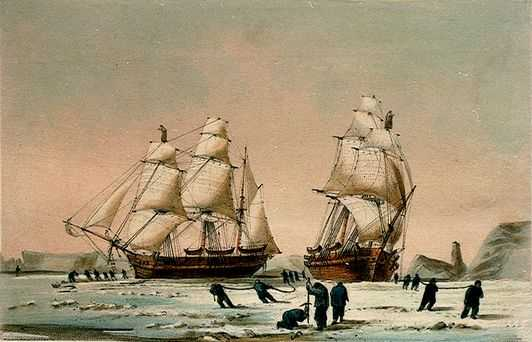
HMS „Investigator” (po prawej) i HMS „Enterprise” w lodach Arktyki

Okręt został zbudowany w 1848 roku w stoczni Charlesa Scotta w Greenock w Szkocji jako statek handlowy, po czym został zakupiony przez Royal Navy i zaadaptowany do badań arktycznych. Był to trzymasztowy żaglowiec (pełnorejowiec).

## Pierwsza wyprawa do Arktyki (1848–1849)
W 1848 roku Admiralicja brytyjska wysłała pierwszą ekspedycję na północ Kanady, w celu odnalezienia śladów zaginionej wyprawy pod dowództwem Johna Franklina. Poszukiwaniami kierował doświadczony polarnik, sir James Clark Ross, dowodzący HMS „Enterprise”, „Investigator” był drugim okrętem tej wyprawy. Lód zatrzymał jednak okręty już w Cieśninie Lancastera, a uczestnicy wyprawy musieli prowadzić poszukiwania poruszając się na saniach; zakończyły się one niepowodzeniem. Oba okręty powróciły do Anglii jesienią 1849 roku.

## Druga wyprawa do Arktyki (1850–1854)
W 1850 roku „Investigator” pod dowództwem Roberta McClure’a i „Enterprise” pod dowództwem Richarda Collinsona wyruszyły w kolejną wyprawę poszukiwawczą, tym razem zamierzając wejść na wody Archipelagu Arktycznego od strony Pacyfiku; po przebyciu Cieśniny Magellana okręty zostały rozdzielone i nie spotkały się więcej. „Investigator” nie zastał „Enterprise” w Honolulu, gdyż drugi okręt odpłynął wcześniej tego samego dnia, po pięciu dniach oczekiwania. McClure poprowadził jednostkę do Cieśniny Beringa krótszą drogą przez Aleuty i dotarł tam pierwszy. Nie spodziewając się spotkać „Enterprise” w pobliżu Przylądka Lisburne’a, „Investigator” wyruszył w dalszą drogę, aby zdążyć, zanim morze znowu skuje lód. Płynąc na wschód przez Morze Beauforta, „Investigator” wszedł w nowo odkrytą Cieśninę Księcia Walii między Wyspą Banksa i Wyspą Wiktorii, ale lód nie pozwolił mu wypłynąć do Cieśniny Melville’a. Wprawdzie potwierdzone zostało istnienie Przejścia Północno-Zachodniego, ale załoga okrętu musiała spędzić pierwszą zimę w cieśninie. W następnym roku „Investigator” z trudem okrążył Wyspę Banksa, jednak do 23 września 1851 roku dotarł tylko do zatoki na jej północnym brzegu, nazwanej Mercy Bay. Cieśnina McClure’a, prowadząca dalej na wschód, była skuta lodem. W lecie 1852 roku okręt nie zdołał opuścić zatoki; zapasy były na wykończeniu, a marynarze zaczynali chorować. W następnym roku McClure szykował się do opuszczenia „Investigatora” i wysłania ludzi na ryzykowne poszukiwanie pomocy na wschodzie i południu, jednak dzięki notatce pozostawionej przez niego na Wyspie Melville’a, okręt w tym czasie odnalazł por. Bedford Pim z HMS „Resolute”. McClure niechętnie opuścił uwięziony okręt w maju 1853 roku. Załoga „Investigatora” dotarła na „Resolute”, ale do Anglii zdołała powrócić dopiero we wrześniu 1854 roku.

## Wrak
W odróżnieniu od okrętów wyprawy Franklina, ostatnie położenie HMS „Investigator” było dobrze znane dzięki notatkom kapitana i lekarza pokładowego, ale nieprzyjazne warunki panujące w regionie sprawiły, że nie został on odnaleziony przez ponad 150 lat. Zatoka Mercy Bay ma 23 km długości; okręt mógł zdryfować w dowolne jej miejsce, bądź nawet poza zatokę. W lecie 2010 roku ekspedycja agencji Parks Canada była przygotowana na poszukiwania trwające 14 godzin na dobę, żeby wykorzystać korzystną pogodę, tymczasem sonar odnalazł wrak już w ciągu trzech minut od uruchomienia. Wrak jest w dobrym stanie, „Investigator” spoczął na stępce, zagłębiając się w dno, które znajduje się w tym miejscu na głębokości 11 m; pokład okrętu jest 8 m pod powierzchnią wody. Badacze wydobyli z wraku i znaleźli na brzegu rozmaite drobne artefakty pozostawione przez załogę okrętu. Znaleziono także groby trzech marynarzy, którzy zmarli na szkorbut.